# The Love Punch
The Love Punch is een Britse film uit 2013, geschreven en geregisseerd door Joel Hopkins.

## Verhaal
Kate (Emma Thompson) en Richard (Pierce Brosnan) zijn een gescheiden koppel. Wanneer hun dochter naar de universiteit vertrekt, blijven ze beiden alleen en zonder partner achter in hun lege huis. Bovendien gaat Richard met pensioen en is hij heimelijk bang om in een zwart gat te vallen. Wanneer de louche zakenman die zijn bedrijfje overnam het pensioenfonds van zijn voormalige werknemers plundert, roept hij de hulp in van zijn ex-vrouw Kate om naar Frankrijk te gaan en hun geld te gaan terugeisen. Aangekomen in Parijs worden ze al snel verwijderd uit het kantoor van de louche zakenman in kwestie: Vincent Kruger. Op hun weg naar buiten valt hun blik wel op Manon (Louise Bourgoin), de bloedmooie verloofde van Kruger. De volgende morgen leest Kate meer over Kruger zijn aanstaande huwelijk in een roddeltijdschriftje. Een detail dat beide hun aandacht trekt is het juweel dat Kruger voor Manon kocht als verlovingsgeschenk: een halsketting met een steen die 10 miljoen euro waard zou zijn. 
Kate en Richard besluiten als wraak de halsketting te stelen en de sieraad te verkopen om zo aan hun verloren geld te raken. Hiervoor gaan ze naar Cannes waar het huwelijk zal plaatsvinden. Nadat Kate een eerste prospectie maakt door het vrijgezellinnenfeestje van Manon te infiltreren besluiten ze om de diefstal tijdens het huwelijk zelf te doen. Hiervoor gaan ze de identiteit aannemen van vier Texaanse gasten, samen met een bevriend koppel: Jerry (Timothy Spall) en Penelope. De echte Texanen worden verdoofd en opgesloten in hun hotelkamers. Kate, Richard, Jerry en Penelope raken binnen in het domein waar het trouwfeest plaatsvindt door ernaartoe te zwemmen en de steile rotswand die het domein van de zeezijde begrensd te beklimmen. Met de hulp van wat stereotype Texaanse outfits raken ze binnen op het feest. Richard en Kate verdwijnen even uit de feestzaal en gaan naar Manon haar kamer om het echte juweel in te ruilen voor een vervalsing die ze via een vriend van Jerry lieten maken. Er is echter een probleem: midden in hun diefstal komt Manon de kamer binnen. Kate wordt betrapt, maar Manon herkent haar als de vrouw van haar vrijgezellinnenfeestje en stort haar hart uit bij Kate: ze is niet langer zeker dat Vincent van haar houdt en gelooft dat haar huwelijk een grote fout is.
Uiteindelijk wordt ook Richard ontdekt. Kate en Richard biechten op waarom ze echt op het feest zijn, en tot hun verbazing geeft Manon hen de halsketting. Ze neemt zelf de vervalsing mee, zodat Vincent niet zou ontdekken dat zijn dure geschenk is verdwenen. Vincent ontdekt echter dat het om een vervalsing gaat net wanneer Manon hem verteld heeft dat ze een scheiding wilt. Kate, Richard, Jerry en Penelope proberen te ontsnappen. Kate en Richard worden gevat door de lijfwachten van Vincent, maar Jerry en Penelope raken veilig weg, met de halsketting. Vincent geeft zijn lijfwachten de opdracht om af te rekenen met Kate en Richard. Manon probeert hen te redden door te liegen over de halsketting en te beweren dat zij hem verkocht en het geld aan een liefdadigheidsinstelling gaf. Vincent gelooft dit maar half en een van de lijfwachten rijdt met een bestelwagen waar Kate en Richard in vastgebonden zitten naar de rand van een klif. Hij duwt het voertuig van de rand, maar voor het in de diepte kan storten, worden Kate en Richard gered door Manon.
Kate en Richard krijgen een lift via boot van een man waarmee Kate een online relatie heeft. Richard vertrekt teleurgesteld wanneer Kate toegeeft dat ze bij de veel jongere man wil blijven. Richard regelt de verkoop van de halsketting met de hulp van Jerry. Net wanneer Jerry, Penelope en Richard opnieuw naar Engeland willen vertrekken, duikt Kate opnieuw op: ze heeft haar jonge Franse vriend laten zitten en wil haar relatie met Richard een nieuwe kans geven. De voormalige werknemers van Richard krijgen elk een deel van de buit op hun rekening gestort. Kate en Richard blijven in Parijs en Kate koopt met een deel van hun nieuwe fortuin een boot voor Richard.

## Rolverdeling
- Pierce Brosnan als Richard Jones
- Emma Thompson als Kate Jones
- Timothy Spall als Jerry
- Tuppence Middleton als Sophie Jones
- Celia Imrie als Penelope
- Marisa Berenson als Catherine
- Louise Bourgoin als Manon Fontane
- Laurent Lafitte als Vincent Kruger
- Patrice Cols als Garde
- Jordan Jones als Lover
- Tom Morton als Tim
- Christopher Craig als Culco Employee